# 橘ジョージ
橘 ジョージ（たちばな ジョージ、1995年6月15日 - ）は、日本のプロボクサー。新潟県上越市出身。協栄ボクシングジム→花形ボクシングジム→協栄新宿ボクシングジム→三迫ボクシングジム所属。

## 人物
趣味は釣り。
中学3年生でボクシングを始めて、関根学園高校に進学。

## 来歴
2016年2月17日に後楽園ホールで森田陽とライト級4回戦を戦い、4回3-0（39-38、39－37x2）判定勝ちでデビュー戦を白星で飾ったが、3か月後に行われた試合では白鳥大珠相手に4回0-3判定負けでプロ初黒星となった。
その後2018年、三度目の正直で獲得した東日本ライト級新人王として、西軍代表石脇麻生を相手に5回2-1（48-47×2、47-48）判定勝ちを収めて全日本新人王を獲得した。この勝利でJBCの発表した最新ランキングで初めてライト級日本ランク入りを果たす。
2019年12月2日、後楽園ホールで高田朋城とライト級8回戦を行い、1回54秒TKO負け。
2020年8月22日、後楽園ホールで元日本ライト級王者土屋修平とライト級賞金マッチ5回戦を行い、5回3-0(49-46×2、48-47)判定勝ち。
2023年3月13日付で三迫ジムへ移籍。

## 獲得タイトル
- 全日本ライト級新人王

## 戦績
- アマチュアボクシング - 14戦10勝4敗
- プロボクシング - 13戦9勝4敗（2KO）

| 戦           | 日付           | 勝敗 | 時間    | 内容    | 対戦相手                     | 国籍 | 備考                             |
| ------------ | -------------- | ---- | ------- | ------- | ---------------------------- | ---- | -------------------------------- |
| 1            | 2016年2月17日  | 勝利 | 4R      | 判定3-0 | 森田陽（M.T）                | 日本 | プロデビュー戦                   |
| 2            | 2016年5月31日  | 敗北 | 4R      | 判定0-3 | 白鳥大珠（八王子中屋）       | 日本 | 2016年東日本ライト級新人王予選   |
| 3            | 2016年9月4日   | 敗北 | 4R      | 判定0-2 | キムムヒョン                 | 韓国 |                                  |
| 4            | 2016年11月7日  | 勝利 | 4R      | 判定3-0 | 木原宗孝（帝拳）             | 日本 |                                  |
| 5            | 2017年7月25日  | 敗北 | 4R      | 判定0-2 | 内藤未来（E&Jカシアス）      | 日本 | 2017年東日本ライト級新人王予選   |
| 6            | 2017年11月26日 | 勝利 | 4R      | 判定2-1 | 片岡晃誠（蟹江）             | 日本 |                                  |
| 7            | 2018年6月5日   | 勝利 | 2R 2:20 | TKO     | 生井航平（ワールド日立）     | 日本 | 2018年東日本ライト級新人王予選   |
| 8            | 2018年9月28日  | 勝利 | 4R      | 判定3-0 | 齋藤眞之助（石川ジム立川）   | 日本 | 2018年東日本ライト級新人王予選   |
| 9            | 2018年11月4日  | 勝利 | 5R 1:38 | TKO     | 山本祥吾（ワタナベ）         | 日本 | 2018年東日本ライト級新人王決勝戦 |
| 10           | 2018年12月23日 | 勝利 | 5R      | 判定2-1 | 石脇麻生（寝屋川石田）       | 日本 | 2018年全日本ライト級新人王決勝戦 |
| 11           | 2019年7月9日   | 勝利 | 6R      | 判定3-0 | 森田陽（M.T）                | 日本 |                                  |
| 12           | 2019年12月2日  | 敗北 | 1R 0:54 | TKO     | 高田朋城（ワールドスポーツ） | 日本 |                                  |
| 13           | 2020年8月22日  | 勝利 | 5R      | 判定3-0 | 土屋修平（DANGAN AOKI）      | 日本 |                                  |
| テンプレート |                |      |         |         |                              |      |                                  |